# 이명우 (연출가)
이명우는 대한민국의 SBS 드라마본부 프로듀서다.

## 학력
- 국민대학교 경영학 학사
- 시러큐스 대학교 방송영화학 석사 (Syracuse University - S. I. Newhouse School of Public Communications - Television, Radio & Film)

## 경력
- SBS 드라마본부 프로듀서. 감독

## 작품 활동
- 2003년 SBS 수목 대기획 드라마 《올인》 ... 조연출
- 2004년 SBS 월화 미니시리즈 《발리에서 생긴 일》 ... 조연출
- 2007년 SBS 주말 미니시리즈 《불량커플》 ... 연출
- 2009년 SBS 월화 특별기획 드라마 《자명고》 ... 연출
- 2010년 SBS 수목 특별기획 드라마 《대물》 ... 프로듀서
- 2010년 SBS 월화 특별기획 드라마 《무사 백동수》 ,,, 공동연출
- 2012년 SBS 월화 미니시리즈 《패션왕》 ... 연출
- 2013년 SBS 아침 일일연속극 《두 여자의 방》 ... 연출
- 2014년 SBS 월화 미니시리즈 《펀치》 ... 연출
- 2017년 SBS 월화 미니시리즈 《귓속말》 ... 연출
- 2019년 SBS 금토 미니시리즈 《열혈사제》 ... 연출
- 2020년 SBS 금토 미니시리즈 《편의점 샛별이》 ... 연출
- 2021년 쿠팡플레이 오리지널 시리즈 《어느 날》 ... 연출
- 2023년 쿠팡플레이 오리지널 시리즈 《소년시대》 ... 연출

## 수상 경력
- 2015년 시청자 위원회 상반기 작품상
- 2015년 여의도 클럽 올해의 방송인 PD상
- 2015년 한국방송비평학회 드라마부문 방송비평상
- 2015년 제42회 한국방송대상 중단편드라마 TV부문 작품상
- 2019년 서울드라마 어워즈 한류드라마 최우수상
- 2019년 제46회 한국방송대상 중단편드라마 작품상
- 2024년 제10회 에이판 스타 어워즈 연출상